# إيزار

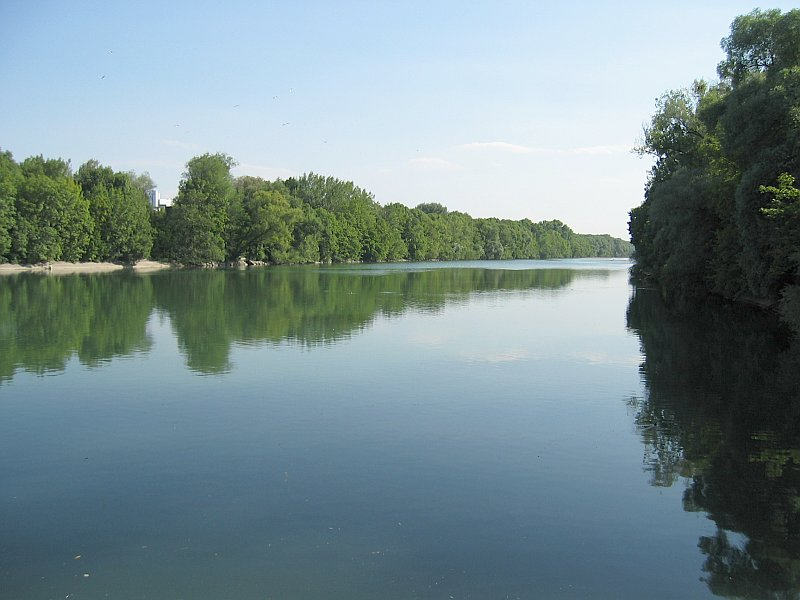
نهر إيسار

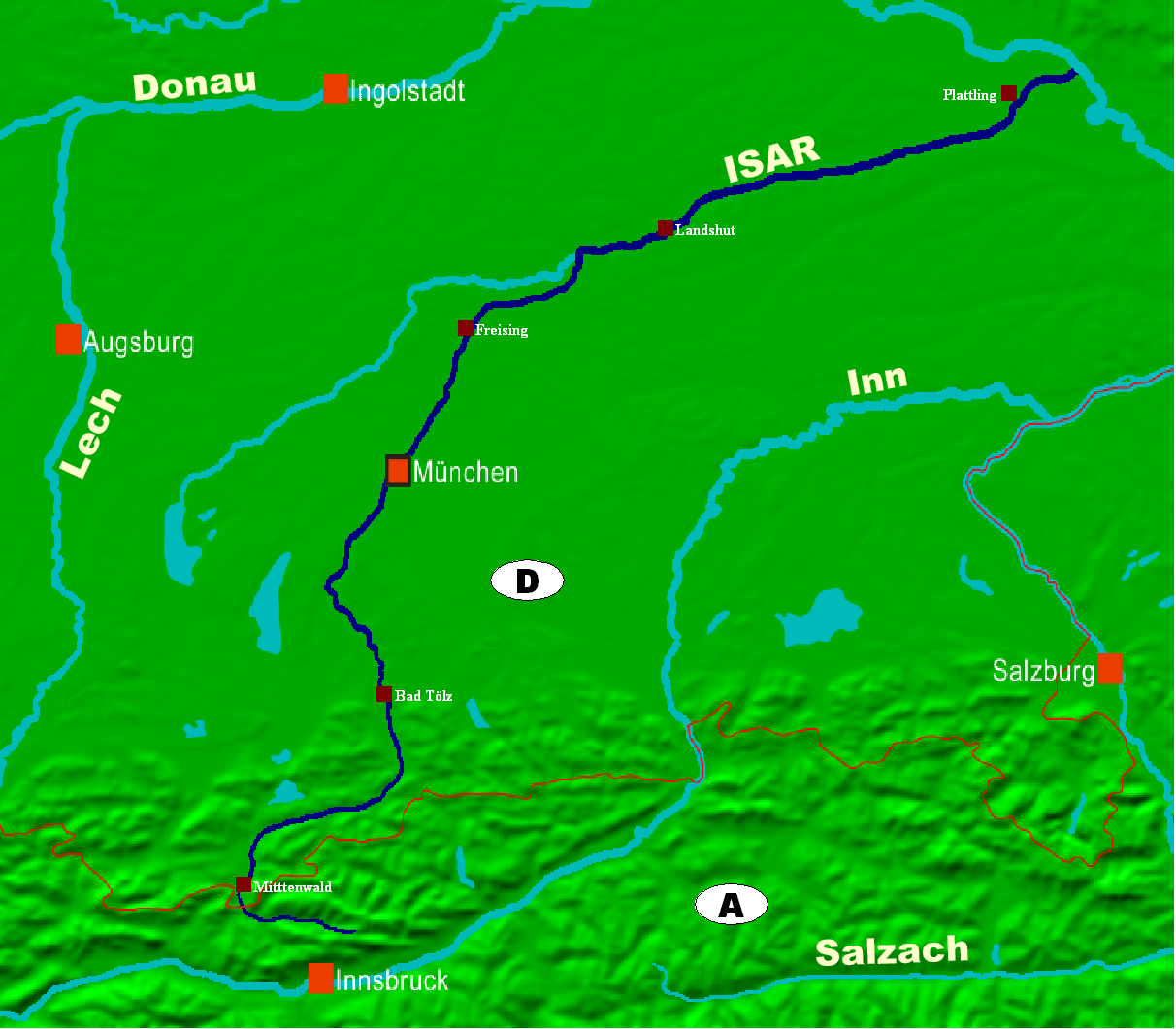
مسار نهر إيسار

إيزار (بالألمانية: Isar) نهر ينبع من جبال الألب ويعبر كل من ألمانيا والنمسا، ويبلغ طوله 295 كيلومتر . يعتبر هذا النهر من أهم أنهار منطقة بافاريا بعد نهر الدانوب ونهر إين وماين (نهر) كما يمر النهر في مدينة ميونيخ أهم مركز صناعي في ألمانيا، كما يعتبر النهر ثاني أهم رافد لنهر الدانوب بعد نهر إين في منطقة بافاريا.